# Onitis alexis
Onitis alexis là một loài bọ cánh cứng trong họ Bọ hung (Scarabaeidae).